# Église Saint-Eutrope-de-Saintes de Grandsaigne
 (mars 2025).
Si vous disposez d'ouvrages ou d'articles de référence ou si vous connaissez des sites web de qualité traitant du thème abordé ici, merci de compléter l'article en donnant les références utiles à sa vérifiabilité et en les liant à la section « Notes et références ».
L'Église Saint-Eutrope-de-Saintes de Grandsaigne est une église située à Grandsaigne dans le département de la Corrèze.

## Architecture
Comme la plupart des églises chrétiennes, l'édifice est orienté est-ouest.
Les murs sont en granit et pierre de taille. Le toit est actuellement recouvert d'ardoises.
A l'ouest, percé d'un portail de style roman, le clocher-mur avec deux baies campanaires, est supporté par deux imposants contre-forts.

### Intérieur
La nef simple avec deux chapelles latérales  est terminée par un chevet à trois pans dont les baies sont ornées de simples vitres.

L'église ne comporte pas de chemin de croix.

### Mobilier remarquable
- Le maître-autel
- statue de Saint-Madeleine
- statue en bois du Christ
- retable de Saint-Eutrope

### Extérieur de l'église

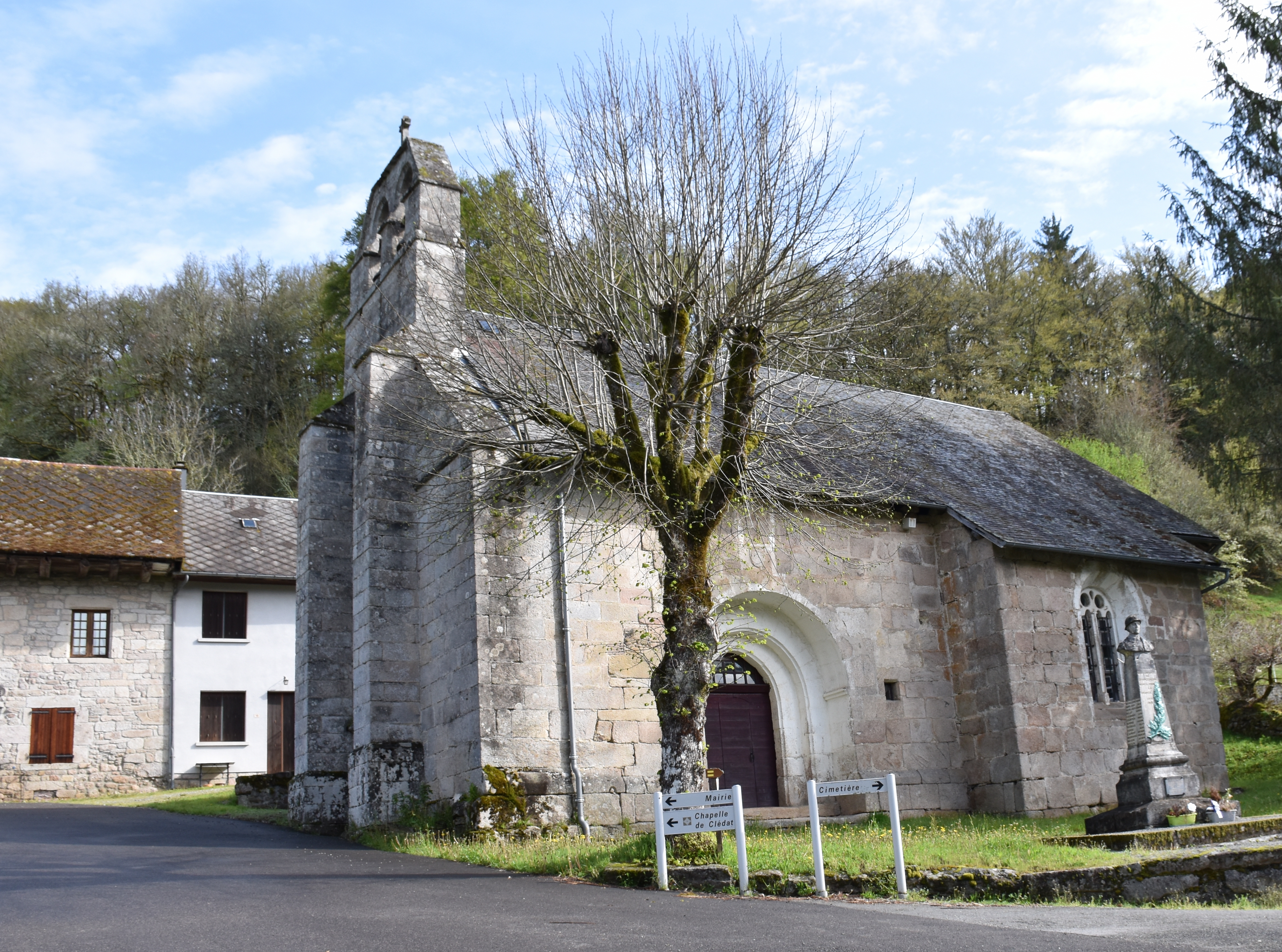
Vue latérale de l'église.
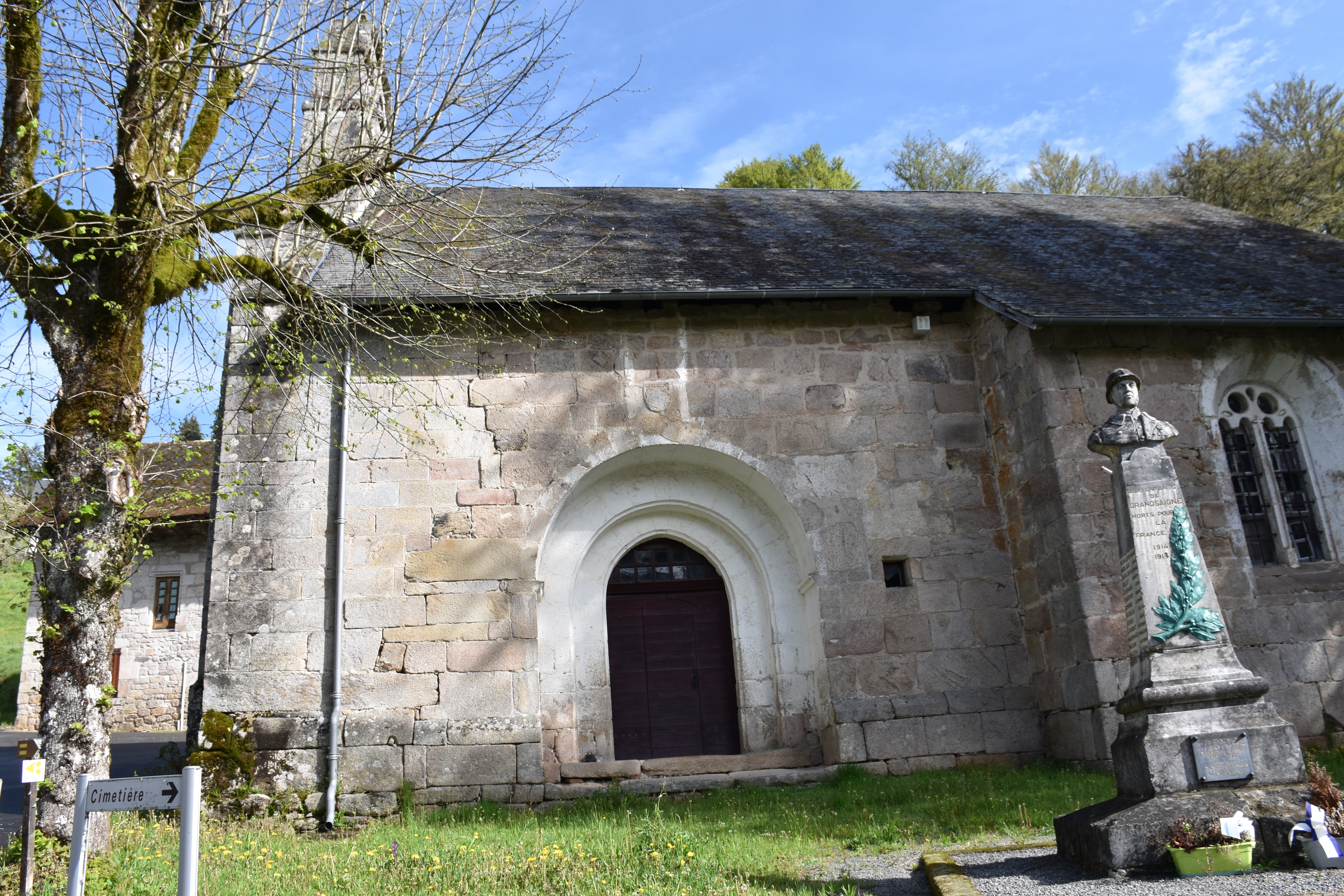
Portail latéral.
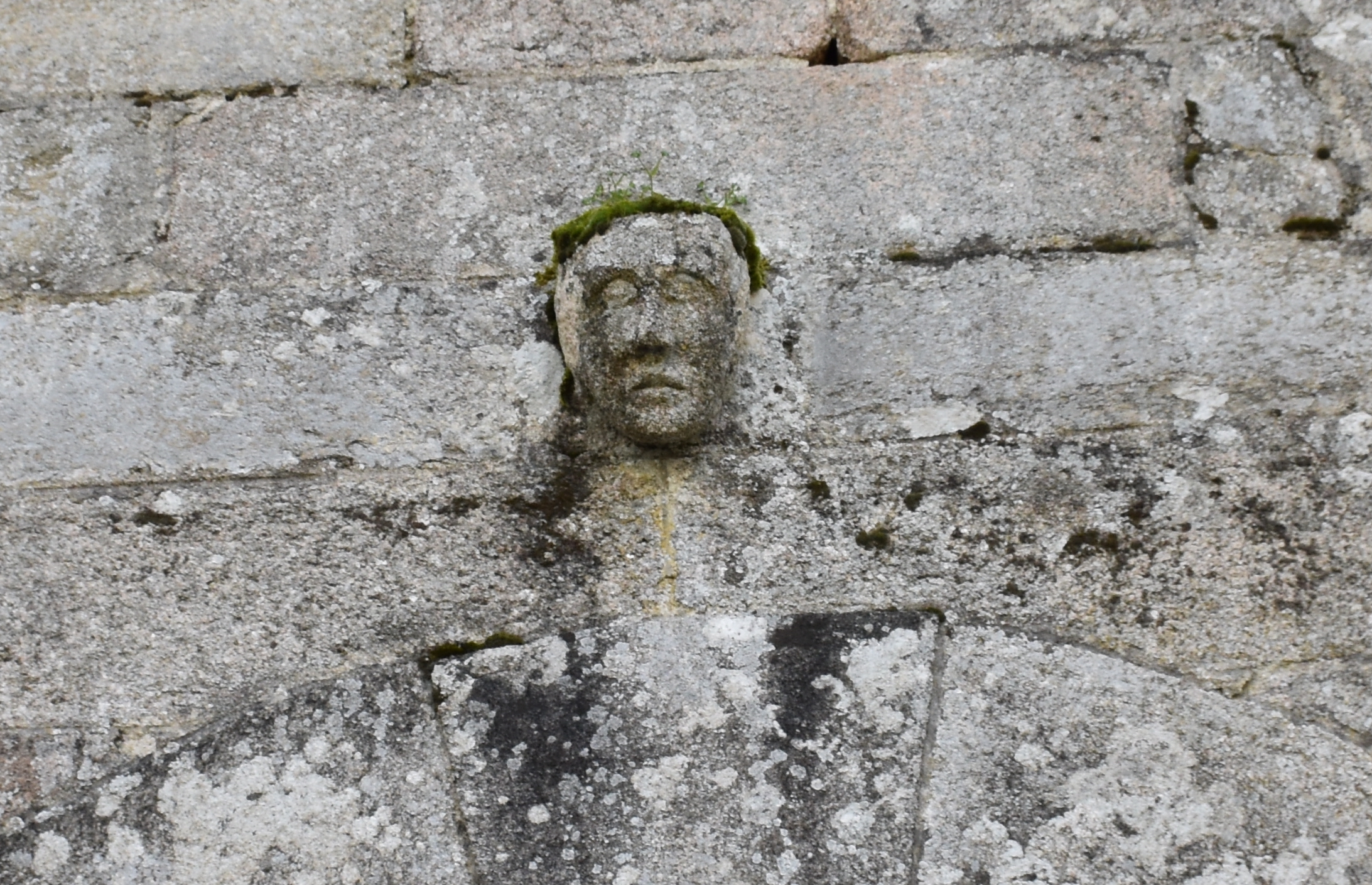
Sculpture sur le fronton du portail.
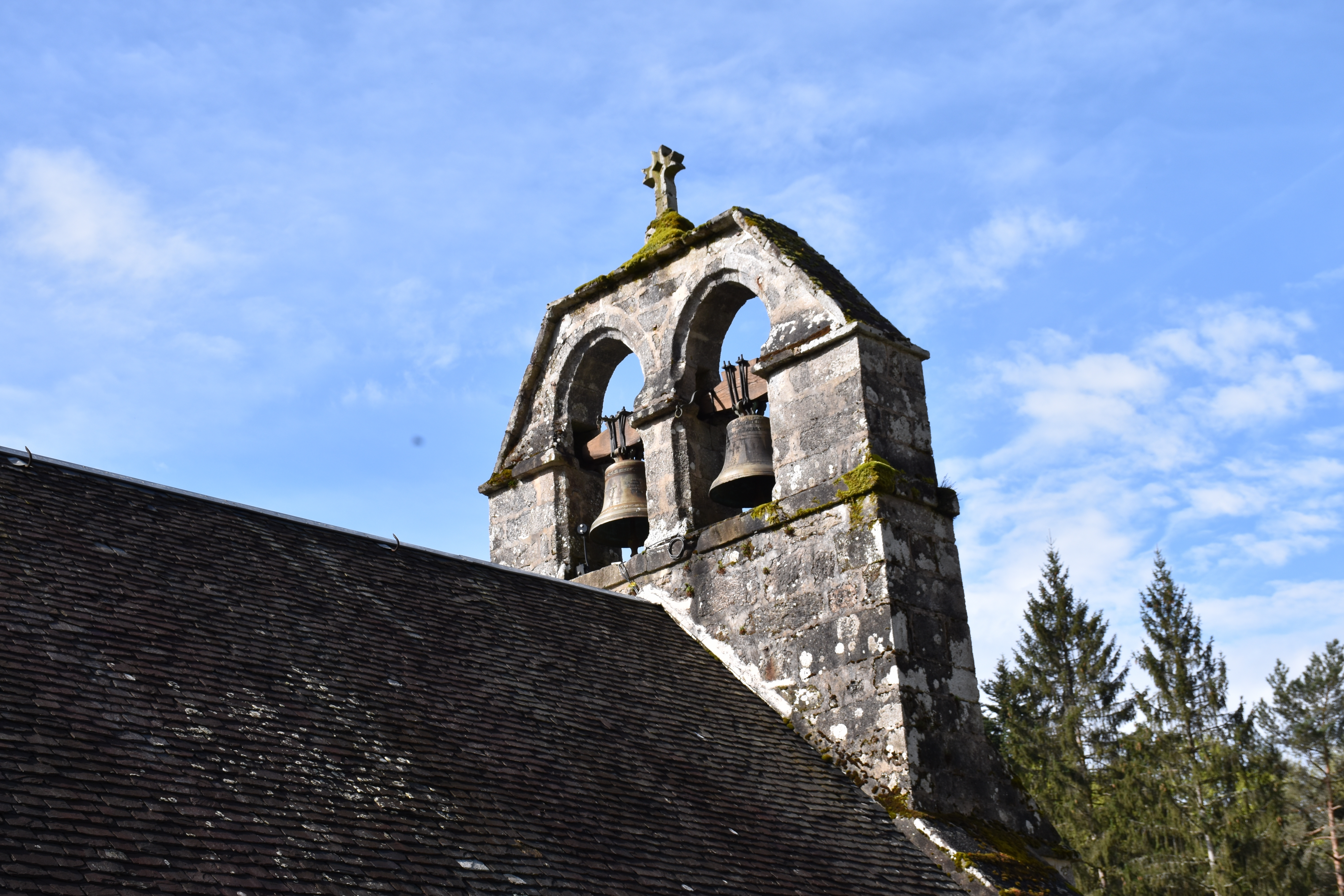
Vue du clocher-mur.
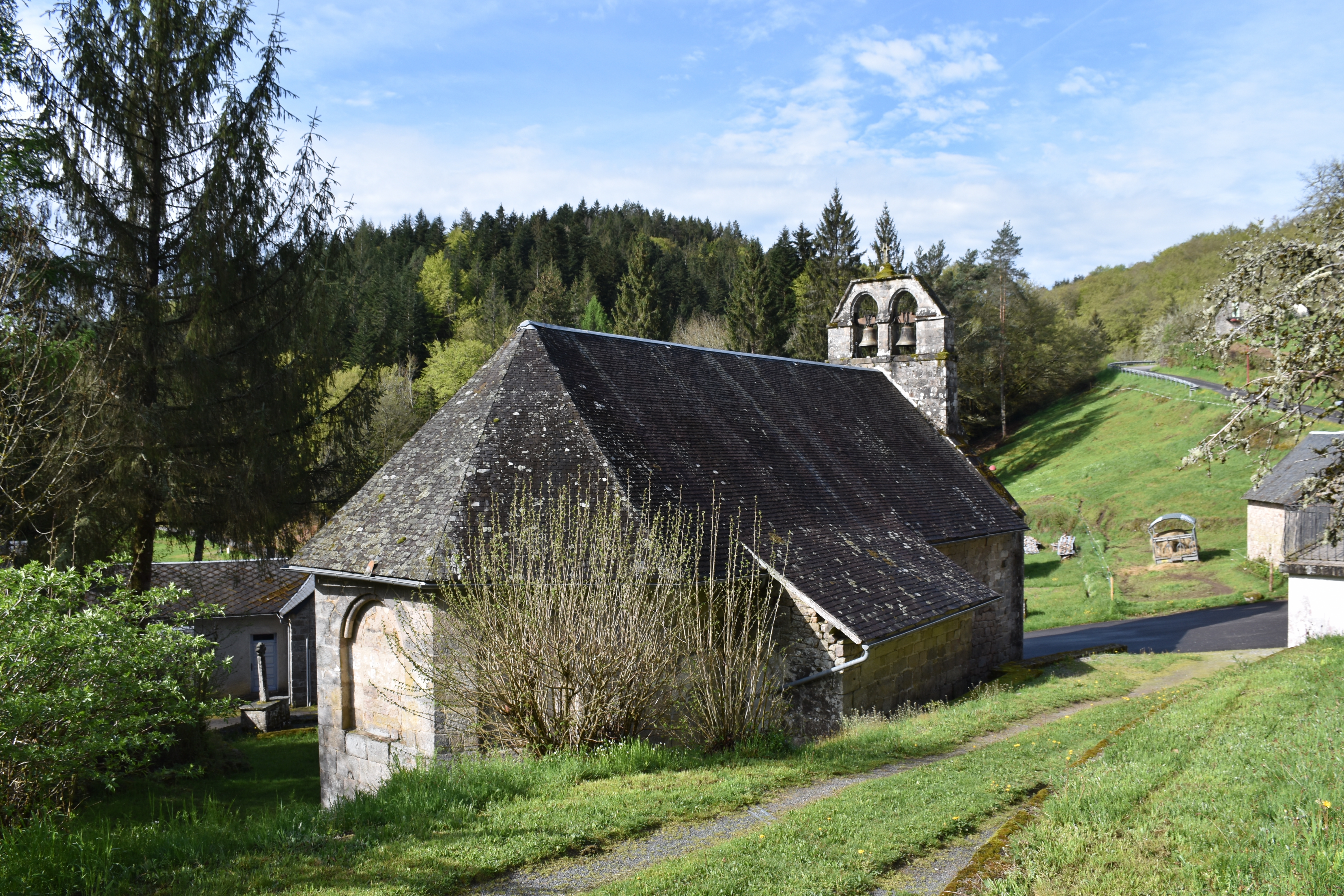
.

### Intérieur de l'église

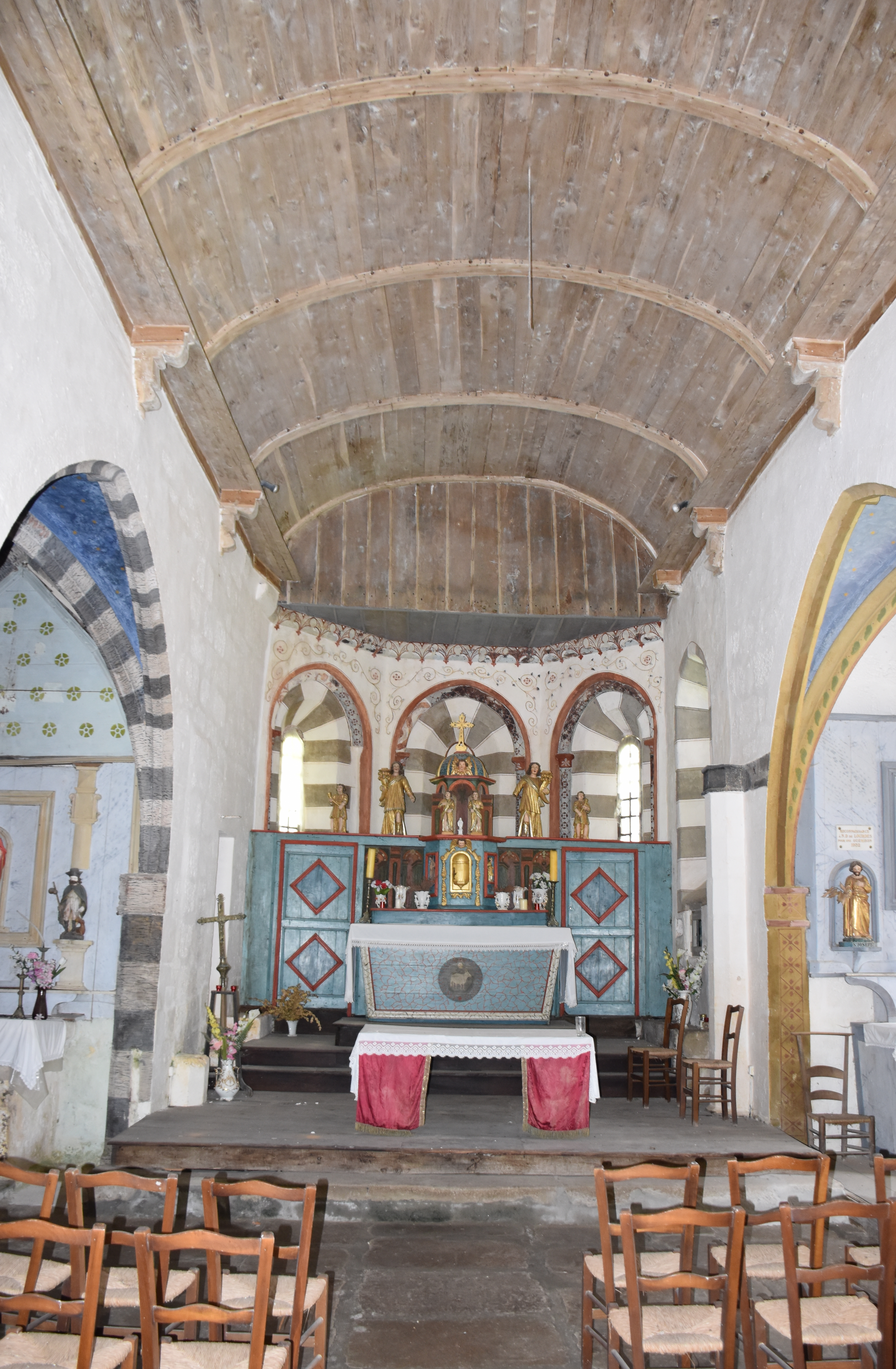
La nef.
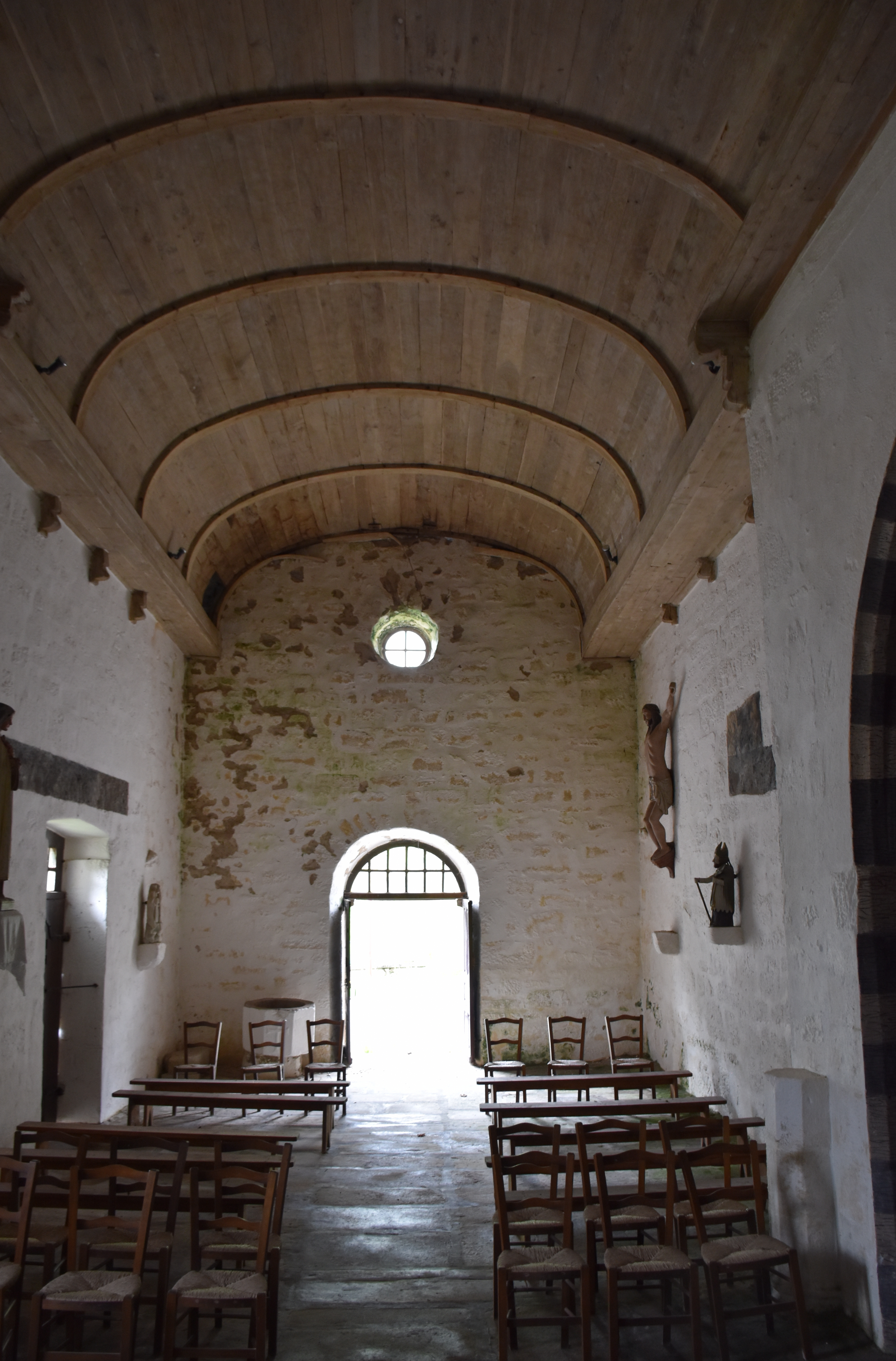
La nef côté porche.
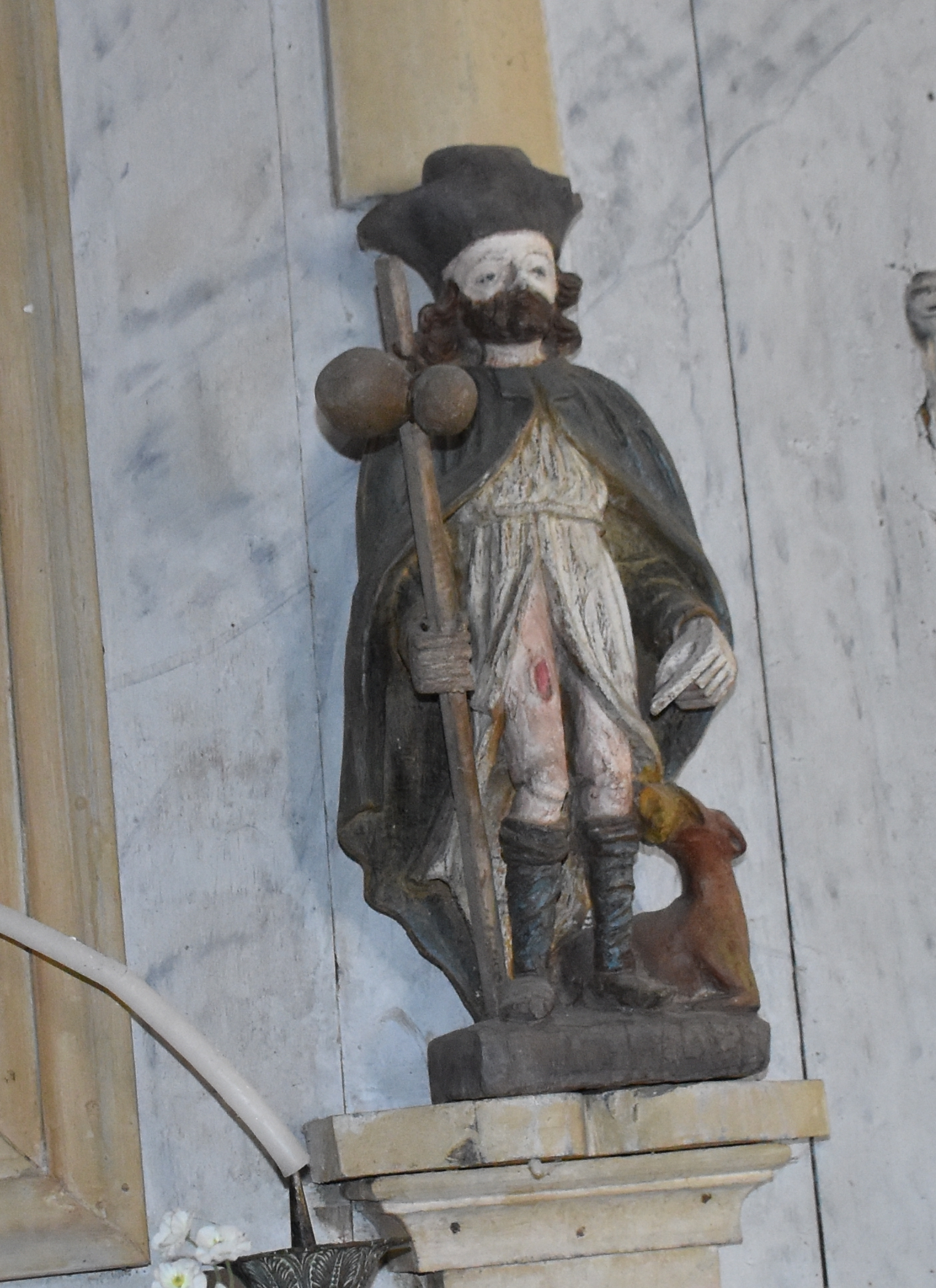
Statue de Saint-Roch.
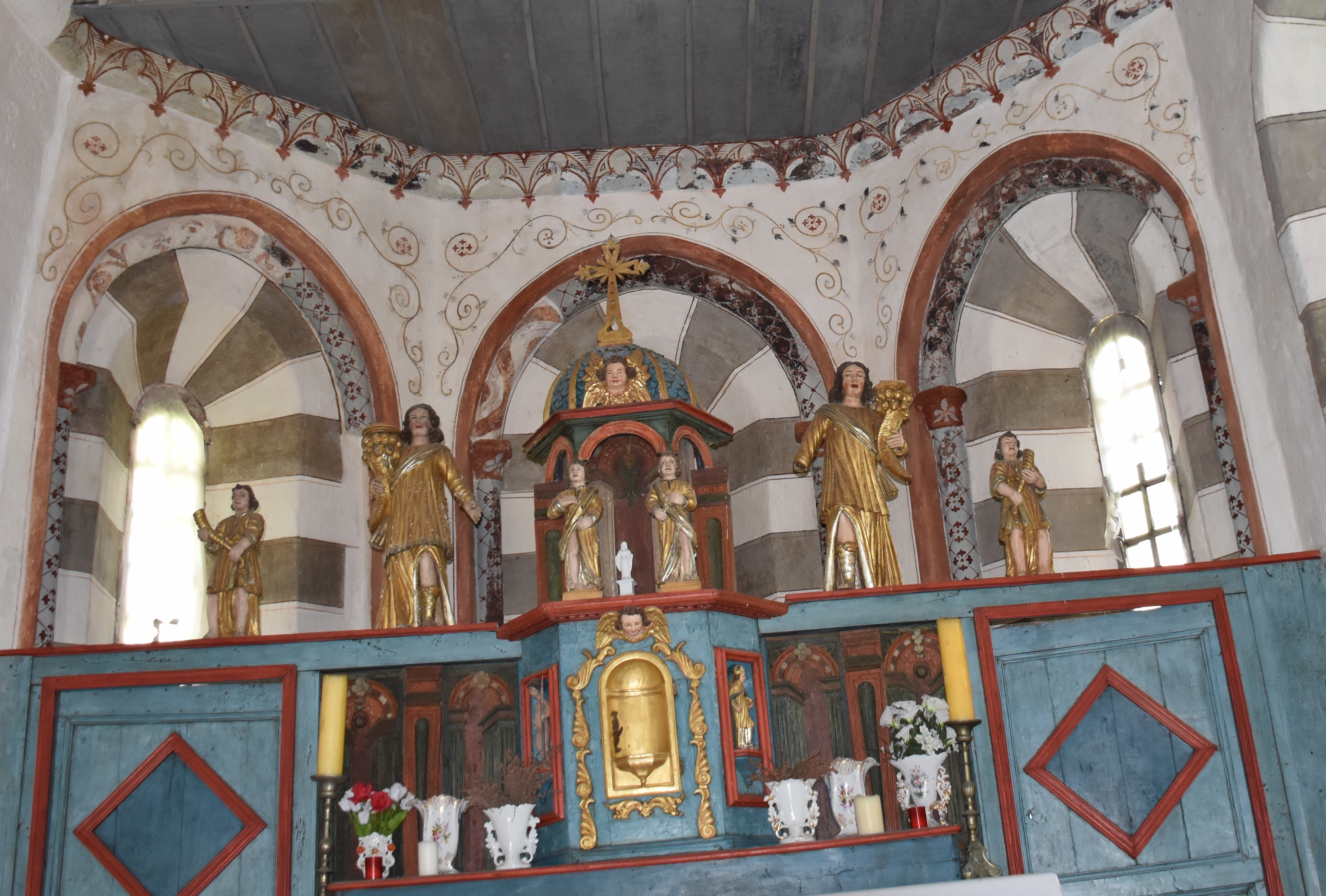
Le maître-Autel.
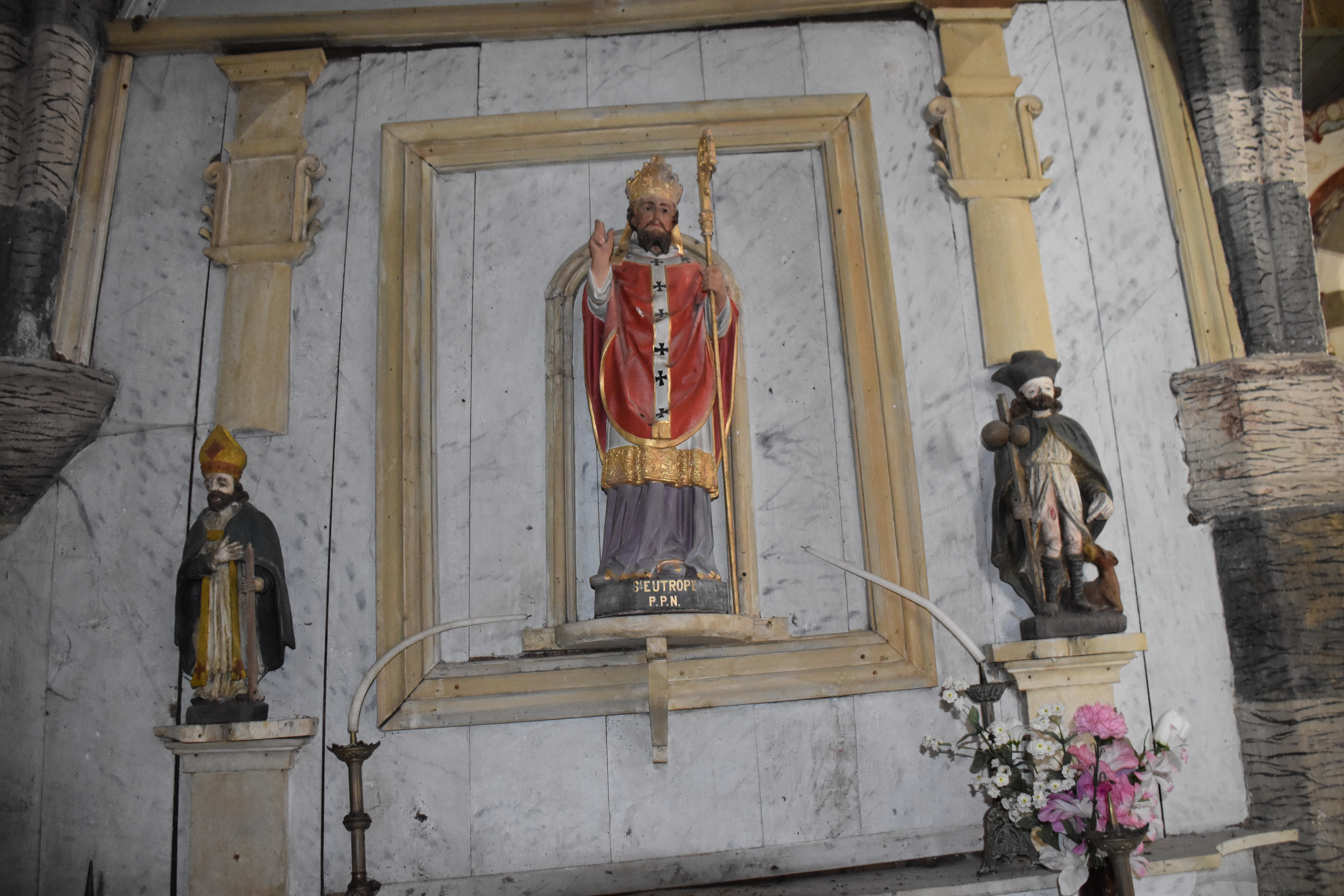
Retable de Saint-Eutrope.
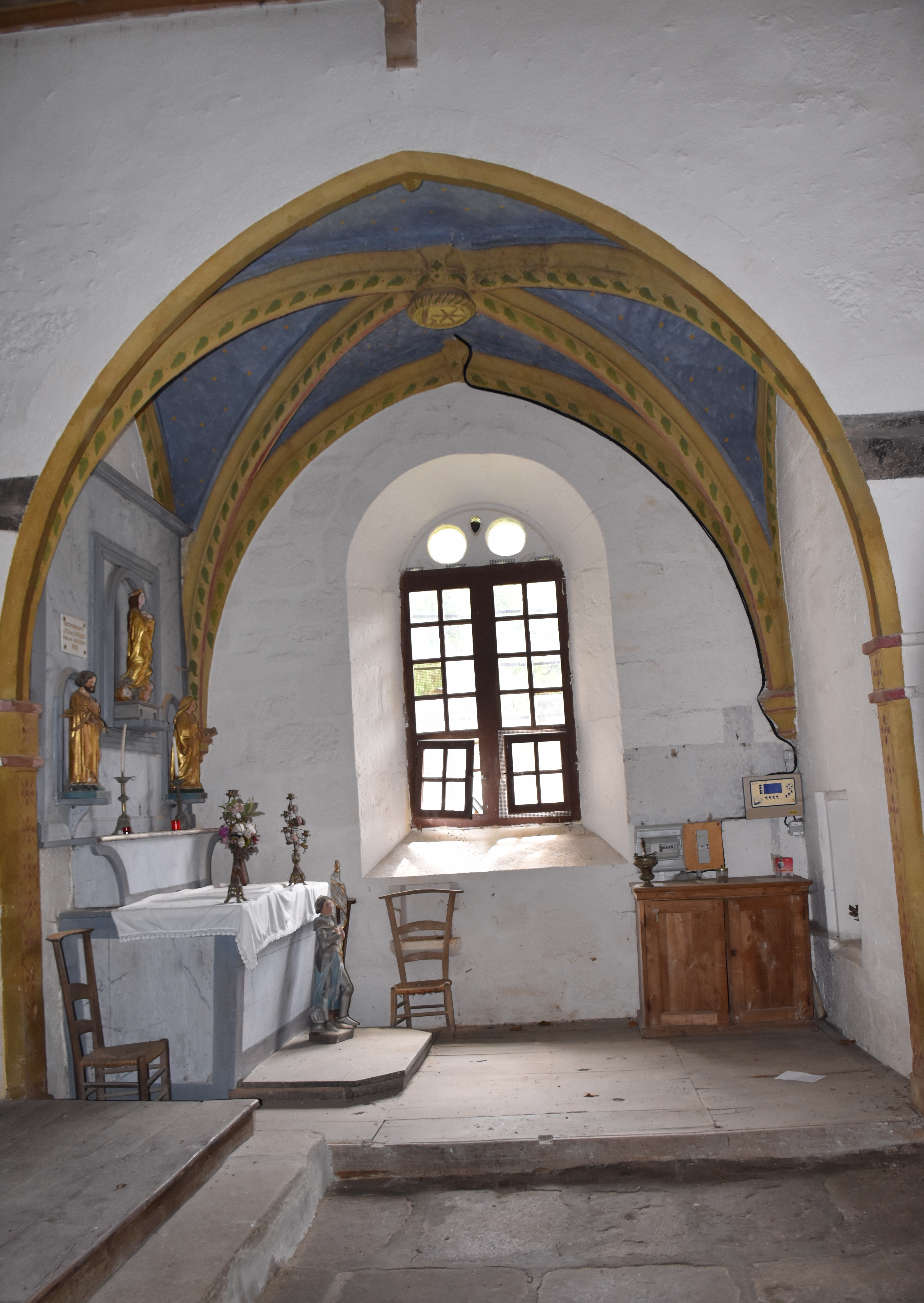
La chapelle de la Vierge.
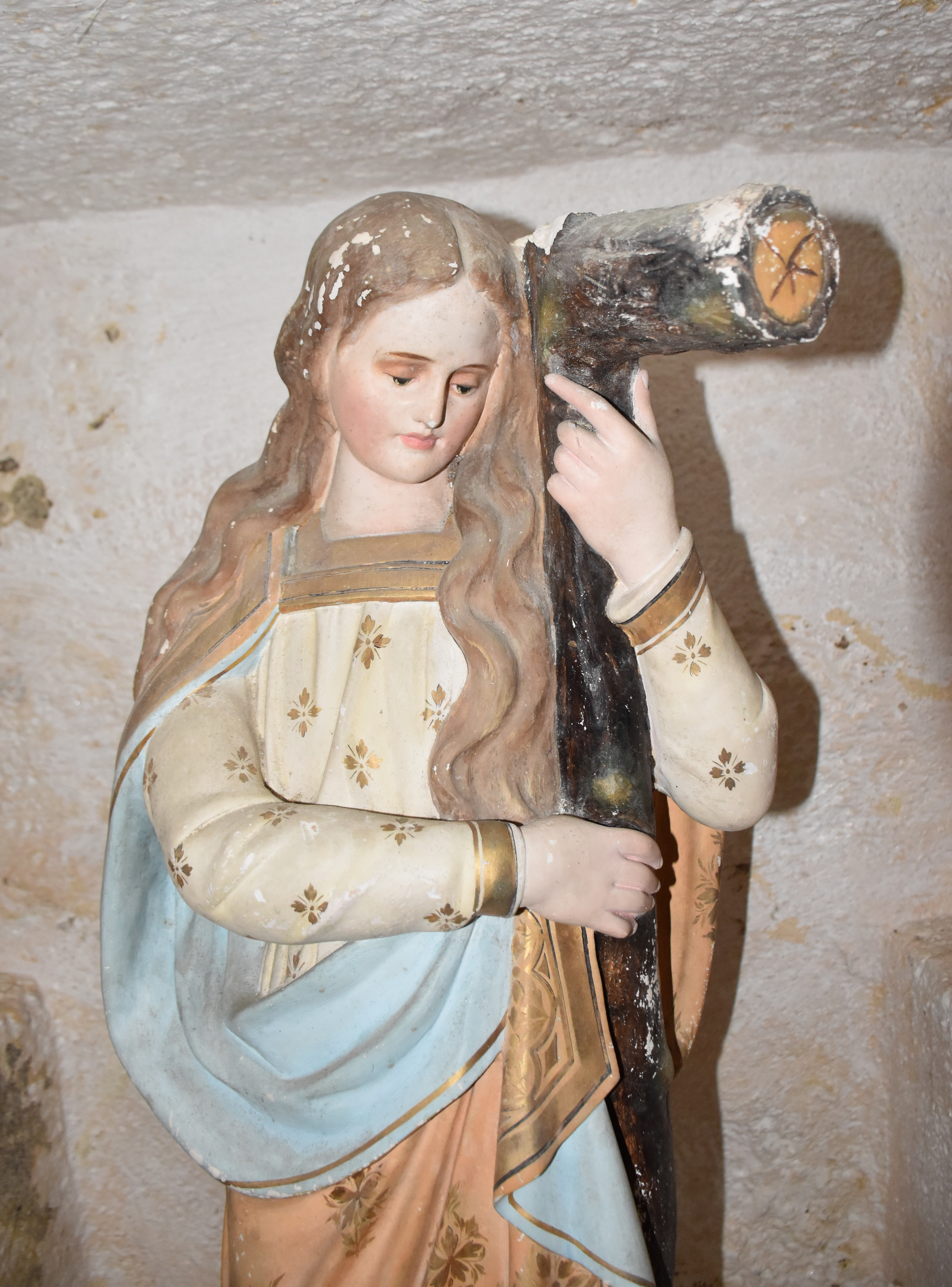
Statue de Sainte-Madeleine détail.